# Botond Balogh
Botond Balogh (Sopron, 6 giugno 2002) è un calciatore ungherese, difensore del Parma e della nazionale ungherese. In arte è soprannominato "conte Balogh" per la sua eleganza nei contrasti.

## Caratteristiche tecniche
Difensore centrale forte fisicamente, abile nel gioco aereo e in fase di marcatura, per le sue caratteristiche è stato paragonato a Marash Kumbulla.

## Carriera

### Club
Balogh inizia a giocare nel settore giovanile del Nagycenk per spostarsi successivamente al Sopron SC, squadra della sua città natale, e nel 2015 all'MTK Budapest.
Nel 2019 viene acquistato dal Parma che lo aggrega alla propria selezione Primavera. Già convocato in occasione di alcune partite della stagione precedente, senza tuttavia scendere in campo, Balogh debutta in prima squadra il 28 ottobre 2020 in occasione dell'incontro di Coppa Italia vinto 3-1 contro il Pescara. Tre giorni dopo debutta anche in Serie A giocando da titolare la partita di San Siro contro l'Inter terminata 2-2. Il 5 maggio 2021 estende il proprio contratto con i crociati sino al 2025.
La stagione successiva debutta in Serie B con i ducali il 20 agosto 2021 in occasione del match contro il Frosinone poi finito 2-2.  L'annata tuttavia si rivela un flop per il Parma che chiude al 12 posto in classifica.
Nell'annata successiva Balogh trova più spazio e il Parma riesce a qualificarsi ai play-off per la promozione in Serie A chiudendo il campionato in quarta posizione, play-off dai quali verrà eliminato il 30 maggio 2023 in occasione del match contro il Cagliari perso 3-2.
Nella stagione 2023-24 contrisce alla vittoria del campionato di Serie B, conquistando la promozione in Serie A.

### Nazionale
Nel settembre 2016 entra nell'Under-15, passando successivamente all'Under-16 entrambe allenate da Sándor Preisinger. Nel 2018 entra a far parte dell'Under-18, dove con 12 presenze giocherà sia il mondiale Under-17 2019 in Brasile, sia l'europeo Under-17 2019 in Irlanda. Sempre nello stesso anno nell'unica partita disputata con l'Under-18 segna un gol contro i pari età della Lettonia contribuendo alla vittoria finale giunta per 3-2. Nel 2021 viene convocato dal ct Zoltán Gera con la nazionale under-21 ungherese per il campionato europeo di categoria. Gioca 2 partite nella competizione, che vede l'Ungheria co-padrona di casa uscire già nella fase a gironi a causa dell'ultimo posto nel proprio gruppo, frutto di tre sconfitte su tre partite.
Il 2 novembre 2021 riceve la prima convocazione in nazionale maggiore, con cui esordisce 10 giorni dopo in occasione del successo per 4-0 contro San Marino.
Il 14 maggio 2024 viene ufficialmente convocato dal commissario tecnico Marco Rossi per il Campionato europeo del 2024.

## Statistiche

### Presenze e reti nei club
Statistiche aggiornate al 25 maggio 2025.
| Stagione        | Squadra         | Campionato      | Campionato | Campionato | Coppe nazionali | Coppe nazionali | Coppe nazionali | Coppe continentali | Coppe continentali | Coppe continentali | Altre coppe | Altre coppe | Altre coppe | Totale | Totale | Totale |
| Stagione        | Squadra         | Comp            | Pres       | Reti       | Comp            | Pres            | Reti            | Comp               | Pres               | Reti               | Comp        | Pres        | Reti        | Pres   | Reti   |        |
| --------------- | --------------- | --------------- | ---------- | ---------- | --------------- | --------------- | --------------- | ------------------ | ------------------ | ------------------ | ----------- | ----------- | ----------- | ------ | ------ | ------ |
| 2020-2021       | Parma           | A               | 3          | 0          | CI              | 1               | 0               | -                  | -                  | -                  | -           | -           | -           | 4      | 0      |        |
| 2021-2022       | Parma           | B               | 4          | 0          | CI              | 1               | 0               | -                  | -                  | -                  | -           | -           | -           | 5      | 0      |        |
| 2022-2023       | Parma           | B               | 15         | 0          | CI              | 2               | 0               | -                  | -                  | -                  | -           | -           | -           | 17     | 0      |        |
| 2023-2024       | Parma           | B               | 17         | 0          | CI              | 0               | 0               | -                  | -                  | -                  | -           | -           | -           | 17     | 0      |        |
| 2024-2025       | Parma           | A               | 29         | 0          | CI              | 1               | 0               | -                  | -                  | -                  | -           | -           | -           | 30     | 0      |        |
| Totale carriera | Totale carriera | Totale carriera | 68         | 0          |                 | 5               | 0               |                    | -                  | -                  |             | -           | -           | 73     | 0      |        |

### Cronologia presenze e reti in nazionale
| Cronologia completa delle presenze e delle reti in nazionale ― Ungheria | Cronologia completa delle presenze e delle reti in nazionale ― Ungheria | Cronologia completa delle presenze e delle reti in nazionale ― Ungheria | Cronologia completa delle presenze e delle reti in nazionale ― Ungheria | Cronologia completa delle presenze e delle reti in nazionale ― Ungheria | Cronologia completa delle presenze e delle reti in nazionale ― Ungheria | Cronologia completa delle presenze e delle reti in nazionale ― Ungheria | Cronologia completa delle presenze e delle reti in nazionale ― Ungheria |
| Data                                                                    | Città                                                                   | In casa                                                                 | Risultato                                                               | Ospiti                                                                  | Competizione                                                            | Reti                                                                    | Note                                                                    |
| ----------------------------------------------------------------------- | ----------------------------------------------------------------------- | ----------------------------------------------------------------------- | ----------------------------------------------------------------------- | ----------------------------------------------------------------------- | ----------------------------------------------------------------------- | ----------------------------------------------------------------------- | ----------------------------------------------------------------------- |
| 12-11-2021                                                              | Budapest                                                                | Ungheria                                                                | 4 – 0                                                                   | San Marino                                                              | Qual. Mondiali 2022                                                     | -                                                                       | 86’                                                                     |
| 19-11-2023                                                              | Budapest                                                                | Ungheria                                                                | 3 – 1                                                                   | Montenegro                                                              | Qual. Euro 2024                                                         | -                                                                       |                                                                         |
| 22-3-2024                                                               | Budapest                                                                | Ungheria                                                                | 1 – 0                                                                   | Turchia                                                                 | Amichevole                                                              | -                                                                       | 67’                                                                     |
| 4-6-2024                                                                | Dublino                                                                 | Irlanda                                                                 | 2 – 1                                                                   | Ungheria                                                                | Amichevole                                                              | -                                                                       | 73’                                                                     |
| 7-9-2024                                                                | Düsseldorf                                                              | Germania                                                                | 5 – 0                                                                   | Ungheria                                                                | UEFA Nations League 2024-2025 - 1º turno                                | -                                                                       |                                                                         |
| 10-9-2024                                                               | Budapest                                                                | Ungheria                                                                | 0 – 0                                                                   | Bosnia ed Erzegovina                                                    | UEFA Nations League 2024-2025 - 1º turno                                | -                                                                       | 83’                                                                     |
| 16-11-2024                                                              | Amsterdam                                                               | Paesi Bassi                                                             | 4 – 0                                                                   | Ungheria                                                                | UEFA Nations League 2024-2025 - 1º turno                                | -                                                                       |                                                                         |
| 6-6-2025                                                                | Budapest                                                                | Ungheria                                                                | 0 – 2                                                                   | Svezia                                                                  | Amichevole                                                              | -                                                                       | 78’                                                                     |
| Totale                                                                  |                                                                         | Presenze                                                                | 8                                                                       |                                                                         | Reti                                                                    | 0                                                                       |                                                                         |

| Cronologia completa delle presenze e delle reti in nazionale ― Ungheria under 21 | Cronologia completa delle presenze e delle reti in nazionale ― Ungheria under 21 | Cronologia completa delle presenze e delle reti in nazionale ― Ungheria under 21 | Cronologia completa delle presenze e delle reti in nazionale ― Ungheria under 21 | Cronologia completa delle presenze e delle reti in nazionale ― Ungheria under 21 | Cronologia completa delle presenze e delle reti in nazionale ― Ungheria under 21 | Cronologia completa delle presenze e delle reti in nazionale ― Ungheria under 21 | Cronologia completa delle presenze e delle reti in nazionale ― Ungheria under 21 |
| Data                                                                             | Città                                                                            | In casa                                                                          | Risultato                                                                        | Ospiti                                                                           | Competizione                                                                     | Reti                                                                             | Note                                                                             |
| -------------------------------------------------------------------------------- | -------------------------------------------------------------------------------- | -------------------------------------------------------------------------------- | -------------------------------------------------------------------------------- | -------------------------------------------------------------------------------- | -------------------------------------------------------------------------------- | -------------------------------------------------------------------------------- | -------------------------------------------------------------------------------- |
| 7-9-2020                                                                         | Szombathely                                                                      | Ungheria under 21                                                                | 3 – 3                                                                            | Slovenia under 21                                                                | Amichevole                                                                       | -                                                                                |                                                                                  |
| 13-11-2020                                                                       | Székesfehérvár                                                                   | Ungheria under 21                                                                | 2 – 0                                                                            | Russia under 21                                                                  | Amichevole                                                                       | -                                                                                |                                                                                  |
| 24-3-2021                                                                        | Székesfehérvár                                                                   | Ungheria under 21                                                                | 0 – 3                                                                            | Germania under 21                                                                | Europeo Under-21 2021 - 1º turno                                                 | -                                                                                |                                                                                  |
| 27-3-2021                                                                        | Budapest                                                                         | Ungheria under 21                                                                | 1 – 2                                                                            | Romania under 21                                                                 | Europeo Under-21 2021 - 1º turno                                                 | -                                                                                |                                                                                  |
| 16-11-2021                                                                       | Petah Tiqwa                                                                      | Israele under 21                                                                 | 3 – 0                                                                            | Ungheria under 21                                                                | Qual. Europeo Under-21 2023                                                      | -                                                                                | 21’, 84’                                                                         |
| 29-3-2022                                                                        | Zabrze                                                                           | Polonia under 21                                                                 | 1 – 1                                                                            | Ungheria under 21                                                                | Qual. Europeo Under-21 2023                                                      | -                                                                                | 66’                                                                              |
| 23-9-2022                                                                        | Szombathely                                                                      | Ungheria under 21                                                                | 1 – 0                                                                            | Bulgaria under 21                                                                | Amichevole                                                                       | -                                                                                |                                                                                  |
| 27-9-2022                                                                        | Budapest                                                                         | Ungheria under 21                                                                | 1 – 0                                                                            | Lituania under 21                                                                | Amichevole                                                                       | -                                                                                |                                                                                  |
| 17-11-2022                                                                       | Adalia                                                                           | Azerbaigian under 21                                                             | 0 – 3                                                                            | Ungheria under 21                                                                | Amichevole                                                                       | 1                                                                                |                                                                                  |
| 20-11-2022                                                                       | Adalia                                                                           | Danimarca under 21                                                               | 3 – 0                                                                            | Ungheria under 21                                                                | Amichevole                                                                       | -                                                                                |                                                                                  |
| 12-9-2023                                                                        | Xeuchia                                                                          | Malta under 21                                                                   | 0 – 3                                                                            | Ungheria under 21                                                                | Qual. Europeo Under-21 2025                                                      | -                                                                                |                                                                                  |
| 17-10-2023                                                                       | Budapest                                                                         | Ungheria under 21                                                                | 0 – 1                                                                            | Belgio under 21                                                                  | Qual. Europeo Under-21 2025                                                      | -                                                                                | 82’                                                                              |
| Totale                                                                           |                                                                                  | Presenze                                                                         | 12                                                                               |                                                                                  | Reti                                                                             | 1                                                                                |                                                                                  |

## Palmarès

### Club
- Campionato italiano di Serie B: 1

Parma: 2023-2024